# Rolling Girls
|  | Denne artikel er oprettet af botten Steenthbot ud fra en ekstern database. Den kan derfor have sproglige fejl eller mangler. Denne skabelon kan fjernes efter kontrol af indholdet. |

Rolling Girls er en dansk dokumentarfilm fra 2014 instrueret af Rene Odgaard.

## Handling
Roller Derby er en aggressiv kontaktsport primært for kvinder. En sport hvor kvinderne maler sig med krigsmaling i ansigtet, bærer hjelm og tandbeskyttere samtidig med, at de bærer hotpants, netstrømper og neglelak. Men hvad signalerer denne påklædning? I Roller Derby-miljøet er der intern uenighed om, hvad pigerne skal repræsentere: Nogen mener, de skal være lækre babes og andre - med rødder i feminismen - mener ikke, de skal udstille deres køn og fremstå som sexobjekter. De ønsker, at Roller Derby skal betragtes som en seriøs sportsgren på lige fod med andre sportsgrene.